# Івановка (Мядельський район)
Івановка (біл. вёска Іванаўка) — село в складі Мядельського району Мінської області, Білорусь. Село підпорядковане Свірській сільській раді, розташоване в північній частині області.